# 7131 Лонґтом
7131 Лонґтом (7131 Longtom) — астероїд головного поясу, відкритий 23 грудня 1992 року.
Тіссеранів параметр щодо Юпітера — 3,117.